# Dietologo
Con il termine dietologo viene comunemente definito un medico specialista in scienza dell'alimentazione, una specialità medica accessibile mediante l'apposito bando.

## Formazione
Solitamente il corso di laurea in Medicina e Chirurgia ha durata minima di sei anni, mentre la scuola di specializzazione in Scienza dell'alimentazione dura quattro anni. La scuola di specialità prima menzionata non dev'essere confusa con l'omonimo (oppure denominato "Scienze della nutrizione umana") corso di laurea magistrale (di durata biennale, aperto ad ampie categorie di professionisti in possesso di lauree di primo livello di ambito scientifico). La scuola di specialità in Scienza dell'alimentazione (quattro anni) è talora aperta anche ai biologi ed ai farmacisti.
In alcuni ordinamenti, come quello di stampo anglosassone, il dietologo è un medico solitamente specializzato in specialità diverse da quella sopraccitata, che completano un periodo di training definito in ambito dietetico.